# Radiotelegrafní vysílací stanice (Poděbrady)
Radiotelegrafní vysílací stanice je rondokubistická stavba postavená v Poděbradech ve 20. letech 20. století podle návrhu architekta Bohumíra Kozáka. Nachází se na lukách mezi labskými lužními lesy východně od města Poděbrady. K přenosu informací využívala morseovu abecedu. Vysílač roku 1923 uskutečnil první radiotelegrafické spojení Československa se zahraničím. V době studené války sloužil i jako rušička západního rozhlasu. Po sametové revoluci v něm bylo umístěno školicí středisko. Dnes zde sídlí golfový klub a areál je součástí golfového hřiště.
Areál vysílače (budova vysílače, vstupní brána a oba stožáry) je od roku 2004 chráněn jako kulturní památka České republiky. Dle památkového katalogu Národního památkového ústavu je vysílač mimořádně kvalitní a hodnotnou architekturou reprezentující rané období rondokubismu. Dochoval se původní exteriér a částečně též bohatě dekorovaný interiér stavby.

## Historie

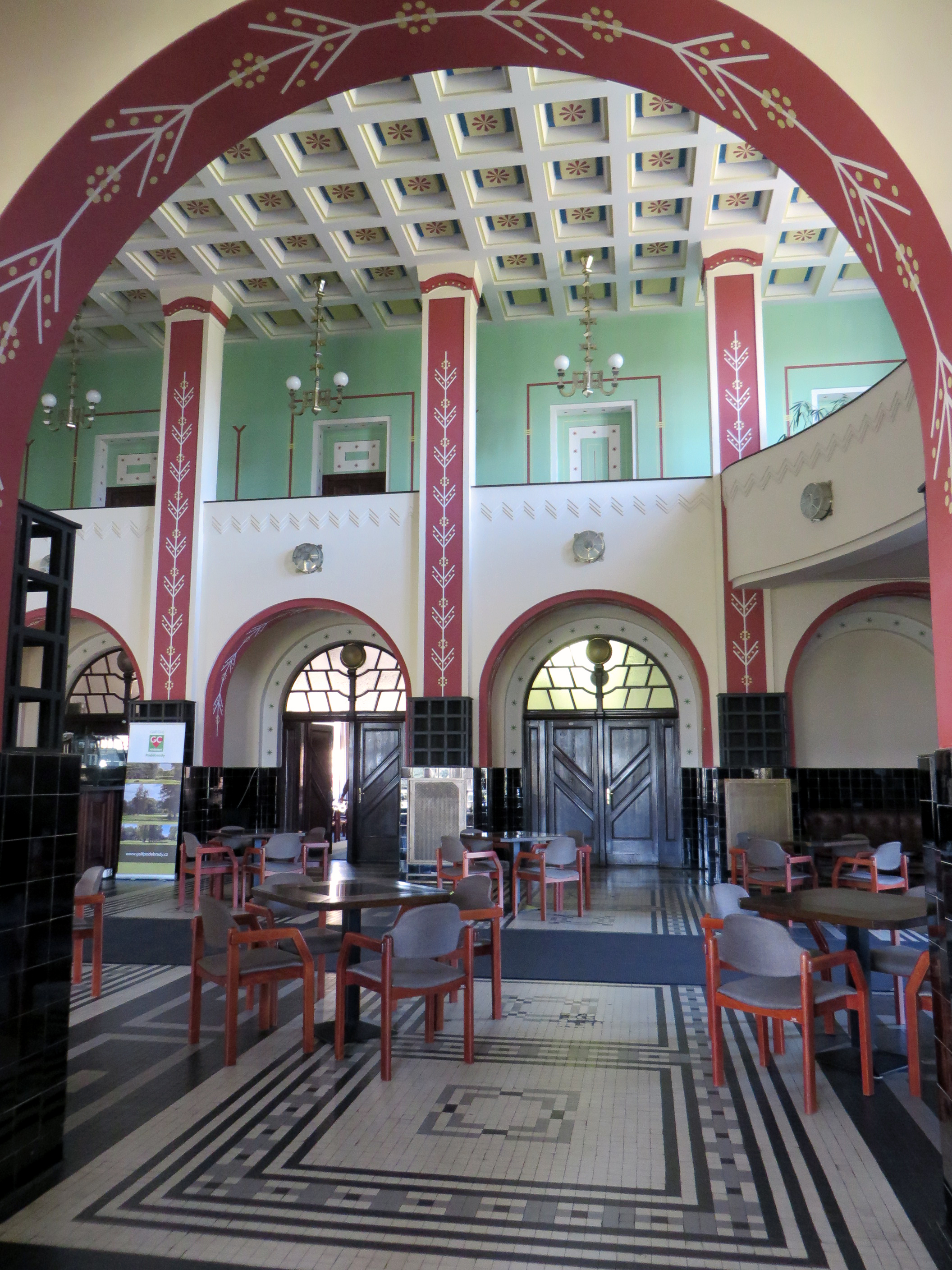
Vstupní hala

Roku 1921 bylo rozhodnuto vybudovat v blízkosti Prahy výkonnou vysílací stanici pro spojení Československa se zahraničím. Jako vhodné lokality byly vytipovány Čelákovice, Český Brod a Poděbrady. Díky vhodnému terénnímu profilu a vlhké půdě se stálou spodní vodou umožňující dobré uzemnění vysílače byly nakonec zvoleny Poděbrady.
Stavbu provedla firma Ing. Karla Herzána. Budova radiostanice byla postavena v letech 1922–1923. Architekt Bohumír Kozák ji navrhl v rondokubistickém (tzv. národním) slohu. Zvolené monumentální řešení jasně vyjadřovalo velký význam této stavby. Technické vybavení bylo instalováno roku 1924. Dodala jej francouzská společnost Compagnie generale de TSF. Dlouhovlnná anténa byla zavěšena na dva 155metrové příhradové stožáry. Funkčně poděbradskou vysílačku doplňovala ještě přijímací stanice na Bílé Hoře a ústředna na hlavní poště v Praze.

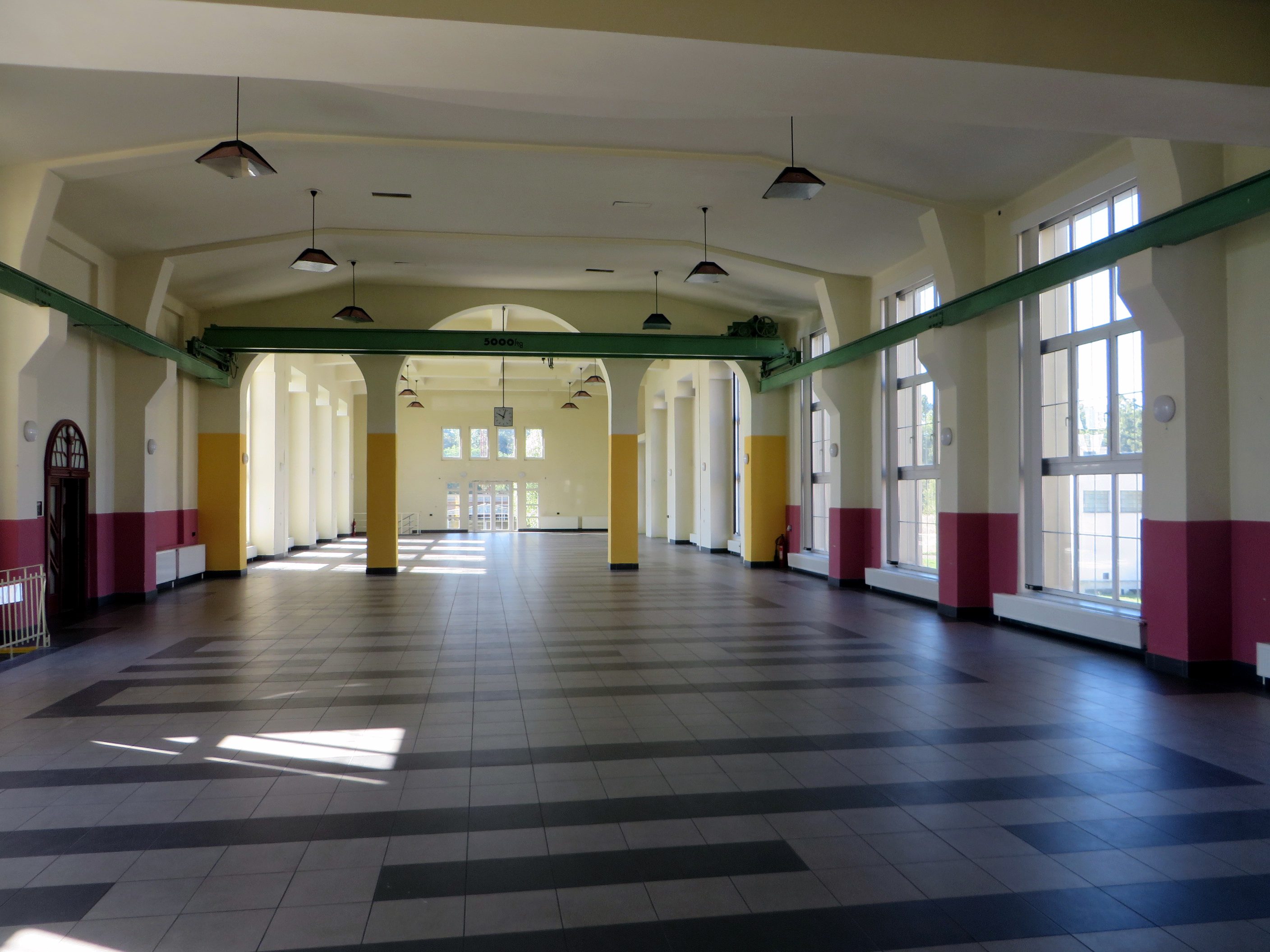
Někdejší hala pro technické zázemí stanice

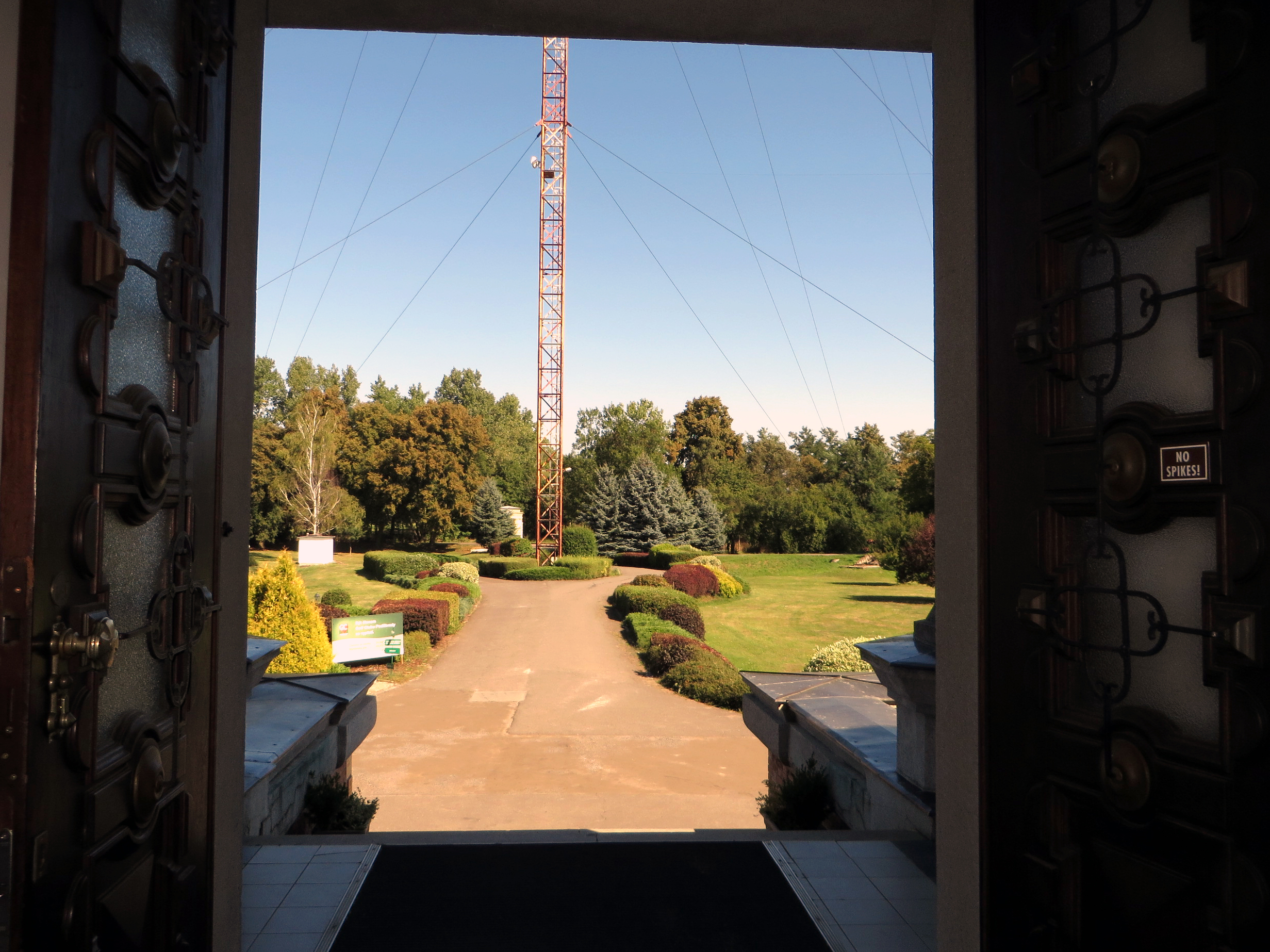
Severní stožár

První oficiální vysílání proběhlo 19. března 1923 jako první radiotelegrafické spojení Československa se zahraničím (Paříž, Bern a Bukurešť). Vysílač byl tehdy ještě umístěn v provizorní dřevěné boudě. Nové technologie byly postupně instalovány v letech 1924, 1930 a 1935. Provoz stanice však v dalších letech komplikovaly technické problémy. Zároveň bylo potřeba vytvořit nové spojení na velké vzdálenosti (USA). Proto byl roku 1934 vypracován projekt nové krátkovlnné stanice (dlouhovlnná stanice byla modernizována). Dne 31. srpna 1936 stanice zahájila cizojazyčné vysílání Československého rozhlasu do Severní Ameriky.
Za druhé světové války byla vysílací stanice využívána německou armádou. Po válce mimo jiné vysílala české relace pro zahraniční krajany. Ve 40. letech 20. století byla budova rozšířena o zjednodušenou přístavbu. V době komunistického režimu stanice nadále sloužila pro krátkovlnné vysílání. Využívala ji Radioústředna Praha, ČTK, ministerstva vnitra a obrany.
Od roku 1952 byl vysílač využíván jako rušička západních rozhlasových stanic Svobodná Evropa a Hlas Ameriky. Objekt byl veřejnosti nepřístupný, hlídaný a nebylo povoleno jej ani fotografovat. Činnost rušičky byla ukončena roku 1988. Po roce 1989 byl provoz vysílače ukončen. Technologická zařízení byla odstraněna, architektonicky však budova zůstala v původním stavu. Nějaký čas budova sloužila jako školicí středisko radiokomunikací. Roku 2000 byla prodána. Roku 2004 byla prohlášena kulturní památkou. Nakonec ji získal golfový klub, který v ní má své zázemí. Klub v roce 2019 prostory prodal soukromé osobě, v budově nicméně nadále sídlí.